# One Night in Paris
One Night in Paris: The Exciter Tour 2001 è un film live diretto da Anton Corbijn del gruppo musicale synth pop britannico Depeche Mode, messo in commercio nel 2002 che documenta i concerti al Palais Omnisports de Paris-Bercy di Parigi del 9 e del 10 ottobre 2001, durante l'Exciter Tour.
Il video è stato pubblicato in tre differenti formati: doppio DVD, VHS e UMD. L'edizione in doppio DVD si compone di un primo disco con il concerto e di un secondo disco con alcuni contenuti aggiuntivi: un documentario, interviste ai fan e alla band e un ulteriore brano dal vivo. Le edizioni in VHS e UMD, invece, contengono solamente il concerto presente nel primo disco dell'edizione in DVD.

## Tracce

### VHS, DVD 1 e UMD
1. Dream On (intro di chitarra)
2. The Dead of Night (Exciter)
3. The Sweetest Condition (Exciter)
4. Halo (Violator)
5. Walking in My Shoes (Songs of Faith and Devotion)
6. Dream On (Exciter)
7. When the Body Speaks (Exciter)
8. Waiting for the Night (Violator)
9. It Doesn't Matter Two (Black Celebration)
10. Breathe (Exciter)
11. Freelove (Exciter)
12. Enjoy the Silence (Violator)
13. I Feel You (Songs of Faith and Devotion)
14. In Your Room (Songs of Faith and Devotion)
15. It's No Good (Ultra)
16. Personal Jesus (Violator)
17. Home (Ultra)
18. Condemnation (Songs of Faith and Devotion)
19. Black Celebration (Black Celebration)
20. Never Let Me Down Again (Music for the Masses)

### DVD 2
- The Preparing: documentario su One Night in Paris
- The Photographing: galleria di foto scattate da Anton Corbijn
- The Waiting: interviste con i fan
- The Talking: intervista con la band
- The Screening: proiezioni usate durante il concerto, riproposte con l'audio dei brani cui erano abbinate

1. Waiting for the Night
2. It Doesn't Matter Two
3. In Your Room
4. It's No Good
5. Black Celebration

- Sister of Night: brano non incluso nel video del concerto
- The Choosing - Never Let Me Down Again: ultimo brano del concerto in versione multi angolo
- The Subtitling: scelta dei sottotitoli in inglese, francese, tedesco, italiano, giapponese e spagnolo per alcuni extra

## Musicisti

### Depeche Mode
- Dave Gahan - voce
- Martin Gore - chitarra, sintetizzatori (Halo e Black Celebration), cori, voce (It Doesn't Matter Two, Breathe, Home e Sister Of Night), seconda voce (Never Let Me Down Again)
- Andy Fletcher - sintetizzatori, cori (eccetto It Doesn't Matter Two e Sister Of Night)

### Aggiuntivi
- Peter Gordeno - sintetizzatori, cori
- Christian Eigner - batteria (eccetto It Doesn't Matter Two e Sister Of Night)
- Jordan Bailey - cori
- Georgia Lewis - cori